# Sorprendimi
Sorprendimi è un singolo degli Stadio, pubblicato il 16 luglio 2002 per il download digitale, che anticipa l'album Occhi negli occhi (2002).

## Il brano
Contiene, voluta da Curreri, una citazione musicale di Magical Mistery Tour dei Beatles.
Nel 2003 è stato inserito in un CD singolo insieme alla canzone Sei tutto quel che ho estratta dallo stesso album.
L'11 dicembre 2009 viene realizzata una versione dal vivo, al Teatro Sociale di Como durante una serata in favore dell'AISM (Associazione Italiana Sclerosi Multipla), in cui Curreri duetta con Noemi. L'evento segna l'inizio della collaborazione tra i due artisti, con la presenza di lei in alcune tappe del Diluvio universale tour e, successivamente, in altri progetti.

## Tracce
Gli autori del testo precedono i compositori della musica da cui sono separati con un trattino.
Edizioni musicali EMI Music Publishing, Bollicine.
1. Sorprendimi – 4:11 (testo: Saverio Grandi – musica: Saverio Grandi, Gaetano Curreri)

## Formazione
Gruppo
- Gaetano Curreri - voce, cori
- Andrea Fornili - chitarre
- Roberto Drovandi - basso
- Giovanni Pezzoli - batteria

Altri musicisti
- Nicolò Fragile - arrangiamento, tastiere, programmazione
- Seby Barbagallo - tastiere e groove aggiuntivi